# Віляшчай
Віляшчай (азерб. Viləşçay, тал. Виләшә ру) — гірська річка в Азербайджані. Основне живлення сніговими і дощовими водами. Використовується для зрошення, на річці побудовано низку водосховищ. Загальна протяжність річки становить близько 111 км. Впадає в Каспійське море.
Найдовша і найповноводніша річка Ярдимлинського району.
Річка багата рибними ресурсами, розвинене рибальство.